# Debela griža (vzpetina)
Debela griža (italijansko Monte San Michele, furlansko Mont di San Michêl) je kraško pogorje, ki se s štirimi vrhovi razteza levo od Soče proti JZ od Gorice, ki se nahaja med občinama Zagraj, zlasti zaselkom Martinščina, in Sovodnje ob Soči v Goriški pokrajini, nedaleč od Jadranskega morja, ki ga je mogoče opazovati z vrha, ali od Sredipolja.
Vrhovni greben tvorijo štiri vrhove ali vzpetine, najvišja 275 m, ki jim je avstrijsko poveljstvo med prvo svetovno vojno zaupalo dvojno funkcijo južnega stebra goriškega okopnega tabora in severne trdnjave kraške planote. Pogorje je postal eno najbolj žalostnih znanih položajev za žrtve, ki so jih imeli tako napadalci kot branilci. Z grebena je viden dobršen del zgornjega Jadrana s pogledom od Tržiča do ustja reke Soče in celotne gradeške lagune, medtem ko je proti jugovzhodu ob jasnem vremenu mogoče opaziti severozahodni konec istrskega polotoka na rtu Savudrija blizu Pirana.

## Etimologija
Griža je v zahodnih narečjih pust, s skalami in kamenjem pokrit pas, predel zemlje.

## Debela griža med prvo svetovno vojno
Vzpetina ali hrib Debela griža je znan po tem, da je bil med prvo svetovno vojno prizorišče številnih bitk . Še danes je območje med Foljan - Sredipolje (Fogliano Redipuglia) in Zagraj (Sagrado) posejano z rovi , sprehajalnimi potmi, jamami in tuneli ter številnimi majhnimi spontanimi spomeniki, ki so nastali po spopadu.
Zahvaljujoč svojemu položaju je hrib Debela griža dominiral v spodnji dolini Soče in omogočal nadzor nad mestom Gorica (italijansko Gorizia). Po prvi soški bitki  je Avstro-Ogrska položaj močno utrdila z velikim sistemom jam in zaklonišč ter opremila s topovi velikega kalibra. Italijanska vojska se je več mesecev trudila, da bi osvojila Debelo grižo, tako da je krvava druga soška bitka znana tudi kot »bitka pri Debeli griži« , kjer je bil italijanski napor bolj zgoščen in intenziven. Madžarske enote, ki so branile linijo na obsežnih utrdbah, so odbile več napadov in gora je padla v roke italijanske vojske šele med šesto soško bitko.
Tu je bilo prizorišče prvega plinskega napada na italijanski fronti: 29. junija 1916 je avstro-ogrska vojska z relativnim uspehom presenetila italijansko vojsko z mešanico klora in fosgena.  V plinskem napadu je bilo mrtvih 2.700 italijanskih vojakov in zastrupljenih še 4.000 (poleg tega je bilo ubitih okoli 250 Avstro-Ogrov, 1.500 pa zastrupljenih, zaradi spremembe vetra, ki je nekaj plina odpihnilo nazaj proti avstro-ogrskim linijam).

### Giuseppe Ungaretti
Kraje na območju Debele griže navaja italijanski pesnik Giuseppe Ungaretti kot kraje, kjer je bilo napisanih več pesmi (Cima Quattro, Valloncello di Cima Quattro, Valloncello dell'Albero Isolato, Cotici, Kota 141). Hrib je z imenom omenjena v sestavku Jaz sem bitje "Sono una creatura".

### Muzej Debela griža
Od leta 1922 je območje hriba zaradi dogodkov v prvi svetovni vojni razglašen za spomeniško območje. Obstajajo različne strukture, vključno z galerijo avstro-ogrskega poveljstva generala Lukačiča in veliko galerijo 3. armade, dostopne iz vaškega trga, kjer se nahaja tudi muzej.
Od leta 1935  obstaja Muzej prve svetovne vojne, ki se nahaja nedaleč od Vrha tri (Cima Tre). Junija 2018, ob obletnici dogodkov 29. junija 1916, je bila slavnostna otvoritev novega muzeja, obogatenega z multimedijskimi vsebinami .